# Istanbul Biennale
Die Istanbul Biennale (englisch: „International Istanbul Biennial“) findet seit 1987 etwa alle zwei Jahre in Istanbul statt und wird von der İstanbul Foundation for Culture and Arts organisiert. Die 18. Istanbul Biennale soll im Jahr 2025 ausgerichtet werden.

## Geschichte
Die 1. Biennale mit dem Titel Contemporary Art in Traditional Spaces war 1987. Es folgten weitere in den Jahren 1989, 1992, 1995, 1997, 1999, 2001, 2003, 2005 und 2007.
Die 10. Istanbul Biennale fand vom 8. September bis zum 4. November 2007 statt; zu den ausgestellten Künstlern zählten unter anderem Adel Abdessemed, Kutluğ Ataman, Atom Egoyan, Rem Koolhaas und Ken Lum. Kurator war Hou Hanru.
Die 11. Istanbul Biennale wurde im Herbst 2009 ausgerichtet und durch das Kuratorenteam What, How & for Whom/WHW aus Zagreb kuratiert. Sie trug den Titel: What Keeps Mankind Alive?, die englische Übersetzung des  Songs Wovon lebt der Mensch? aus der Dreigroschenoper von Bertolt Brecht. 

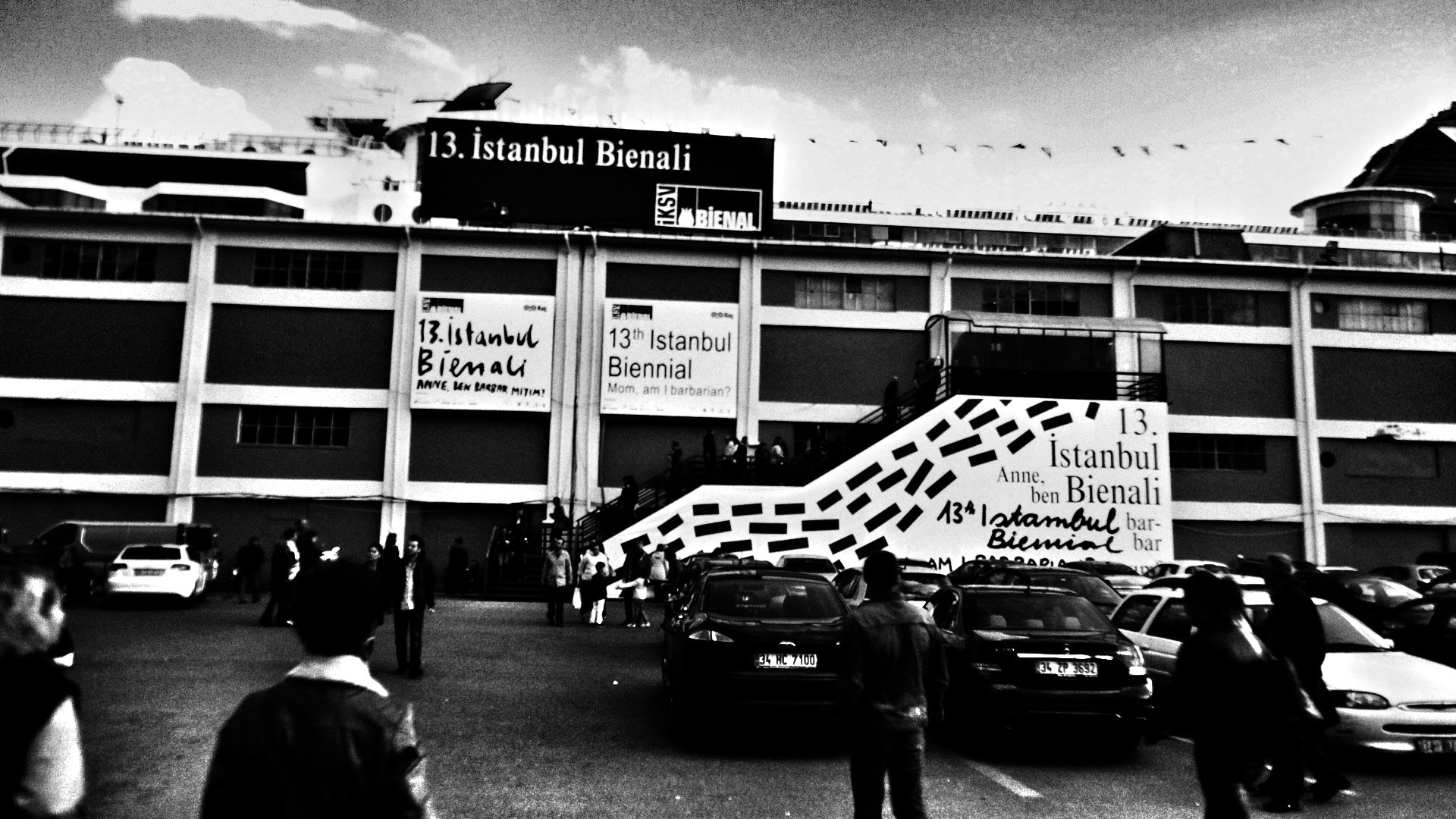
Istanbul Biennale, 2013

Die 12. Istanbul Biennale fand im Herbst 2011 mit dem Titel Untitled statt.
2015 fand die 14. Istanbul Biennale unter dem Motto Tuzlu Su - Salzwasser an 36 Ausstellungsorten in Istanbul, vom Nordende des Bosporus bis zu den Prinzeninseln im Marmarameer statt.
Die 15. Istanbul Biennale im Jahre 2017 wurde von dem in Berlin lebenden Künstlerpaar Elmgreen und Dragset kuratiert.
Kurator der 16. Biennale mit dem Titel The Seventh Continent war der französische Kunstkritiker und Kurator Nicolas Bourriaud.
Die 17. Istanbul Biennale, die vom 11. September bis 14. November 2021 stattfand, wurde von Ute Meta Bauer, Amar Kanwar und dem in Singapur lehrenden Autor und Dozenten David Teh kuratiert.